# Iliólousto
Iliólousto är en ort i Grekland.   Den ligger i prefekturen Nomós Kilkís och regionen Mellersta Makedonien, i den norra delen av landet, 400 km norr om huvudstaden Aten. Iliólousto ligger 92 meter över havet och antalet invånare är 353.
Terrängen runt Iliólousto är platt åt sydost, men åt nordväst är den kuperad. Runt Iliólousto är det ganska glesbefolkat, med 42 invånare per kvadratkilometer. Närmaste större samhälle är Kilkis, 14,2 km sydost om Iliólousto. Trakten runt Iliólousto består till största delen av jordbruksmark.